# André Laks
André Laks (* 28. Mai 1950) ist ein französischer Altphilologe und Philosophiehistoriker.

## Leben
Nach dem Besuch des Lycée Carnot in Paris studierte Laks Philosophie und schloss 1971 mit dem Magistergrad ab. Seine Promotion erreichte er 1977 bei Jean Bollack in Lille mit einer kritischen Edition samt Übersetzung und Kommentar zu den Fragmenten und Testimonien des Diogenes von Apollonia. Ein Jahr später habilitierte er sich bei Bollack und Jacques Bompaire an der Pariser Sorbonne mit einer Arbeit über das politische Denken Platons (Loi et persuasion. Sur la structure de la pensée politique platonicienne).
1988 wurde Laks zum Professor für griechische Philologie an der Universität Lille ernannt. Drei Jahre später, 1991, folgte er einem Ruf zum ordentlichen Professor der Philosophiegeschichte an der Princeton University. 1994 kehrte er mit demselben Titel nach Lille zurück. 2007 wurde er Professor für antike Philosophie an der Sorbonne, seit 2011 ist er emeritiert. Derzeit lehrt er an der Universidad Panamericana in Mexiko-Stadt.
Laks ist Sohn des Komponisten und Auschwitz-Überlebenden Szymon Laks.